# جینیک براون
جینیک براون (انگلیسی: Janeek Brown؛ زادهٔ ۱۴ مهٔ ۱۹۹۸)  دونده دو با مانع اهل جامائیکا است.